# USS Jeffers (DD-621)
Эскадренный миноносец «Джефферс» (англ. USS Jeffers (DD-621)) — американский эсминец типа Gleaves.
Заложен на верфи Federal Shipbuilding, Kearny, Кирни 25 марта 1942 года. Спущен 26 августа 1942 года, вступил в строй 5 ноября 1942 года.
C 15 ноября 1944 года быстроходный тральщик DMS-27. Выведен в резерв 23 мая 1955 года. С 15 июля 1955 года снова эсминец DD-621.
Из ВМС США исключён 1 июля 1971 года.
Продан 25 мая 1973 года фирме «Southern Scrap Material Co. LTD.» в Новый Орлеан и разобран на слом.